# Муара
Муара — містечко на північному сході Брунею, у мукімі Сераса округу Бруней-Муара. В місті знаходиться найбільший порт Брунею та низка промислових підприємств. Поселення існує принаймні з середньовіччя, з ним пов'язані низка історичних подій. Незважаючи на формальний статус міста, Муара не має муніципалітету, а керується сільською радою.

## Географія
Муара розташована на півострові, що закінчується мисом на західному краю Брунейської затоки.
Адміністративно межує з поселенням Серасою на півдні та поселенням Сабун на заході.

## Історія
Розташування Муари на західному краю Брунейської затоки, а також близькість до столиць Брунею у Кота-Бату та Бандар-Сері-Бегавані призвела до того, що містечко часто було місцем висадки військ, що планували захопити Бруней. Так, у 1578 року під час іспансько-брунейської війни іспанський флот не зміг увійти в гирло річки Бруней через його захист брунейськими кораблями, тому десант було висаджено в районі Муарі. Під час Другої світової війни в червні 1945 року війська союзників також висадилися в Муарі в ході операції в затоці Бруней та маршем дісталися тодішнього міста Бруней.

### Видобування вугілля
У 1837 році на східному узбережжі Брунею британський натураліст Джордж Лей відкрив поклади кам'яного вугілля. Американські підприємці намагалися отримати долину річки Кіангге в концесію для видобутку вугілля, проте отримали відмову від султана. Лише 1882 року концесію вдалося отримати британському бізнесмену Вільяму Коуві за 1200 доларів на рік. Він почав розробляти поклади поблизу Муари, але підприємство виявилося не дуже прибутковим. Тоді він продав шахту раджі Сараваку Чарлзу Бруку. Брук розвинув копальню, збільшив річний видобуток з декількох тисяч тон вугілля до 10-25 тисяч тон на рік. При цьому, продовжуючи експансіоністську політику Сараваку щодо Брунею, Брук фактично долучив район Муари до власних володінь. Лише 1921 року Бруней зміг повернути суверенітет над регіоном, а 1924 року через падіння цін на вугілля шахта закрилася. Шахту було короткочасно відкрито японською окупаційною владою в 1942—1945 роках.
Близькість до копальні сильно вплинула на розвиток Муари. Впродовж декількох років вона з маленького рибальського селища перетворилася на активне містечко, де станом на 1911 рік мешкало близько 1500 осіб, працювало 30 магазинів. Від шахти до порту було прокладено залізничну гілку. Брук організував власну поліцію, відкрив поштове відділення.

## Промисловість
- Швейна фабрика «NI Sdn Bhd»[6]
- Цементний завод «Butra HeidelbergCement Sdn»[7]

## Порт
Поблизу порту знаходиться база Королівського військового флоту Брунею.

## Транспорт
У місці знаходиться автостанція, з якої можна дістатися Сераси, Бандар-Сері-Бегавана та інших міст Брунею. Муара пов'язана з Лабуаном поромною переправою.